# Lijst van weg- en veldkapellen in Sittard-Geleen
Dit is een onvolledige lijst van veldkapellen in de gemeente Sittard-Geleen. Kapelletjes komen vooral in het zuiden van Nederland voor en werden dikwijls gebouwd ter verering van een heilige.
| Kapel                                        | Adres                                   | Plaats                 | Bouwperiode | Architect    | Foto                     |
| -------------------------------------------- | --------------------------------------- | ---------------------- | ----------- | ------------ | ------------------------ |
| Sint-Hubertuskapel                           | Parkweg                                 | Born                   | 1666        |              |                          |
| Mariakapel                                   | Broeksittarderweg bij 167a              | Broeksittard           | 1815        |              |                          |
| Mariakapel                                   | Keerstaat-Dorpsstraat                   | Buchten                | 1890        |              |                          |
| Mariakapel                                   | Einighauserweg                          | Einighausen            | 1980        |              |                          |
| Onze-Lieve-Vrouw-van-Rustkapel               | Eversstraat                             | Einighausen            | 1894        |              |                          |
| Sint-Theresiakapel                           | Heistraat                               | Einighausen            | 1937        |              |                          |
| Sint-Janskluis (kapelletje)                  | Kluis 3                                 | Geleen-Krawinkel       | 1699        |              | Sint-Janskluis Geleen    |
| Kruiskapel                                   | Vouershof                               | Geleen-Krawinkel       | 1890        |              |                          |
| Mariakapel                                   | Rijksweg Zuid                           | Geleen-Krawinkel       | 1940        | J. Philips   |                          |
| Kerkhofkapel                                 | Groenseijkerstraat                      | Geleen-Lutterade       | 1937        |              |                          |
| Calvariekapel                                | Leursstraat                             | Geleen-Oud-Geleen      | 1874        |              |                          |
| Kruiskapel                                   | Hendriklaan-Irenelaan                   | Geleen-Oud-Geleen      | 1954        |              |                          |
| Kruiskapel                                   | Norbertijnenstraat                      | Geleen-Oud-Geleen      | 1945        |              |                          |
| Kerkhofkapel                                 | Oude Kerkstraat                         | Grevenbicht-Papenhoven |             |              |                          |
| Kruiskapel                                   | Achter de Kruiskapel bij 41             | Grevenbicht-Papenhoven | 1913        |              |                          |
| Mariakapel                                   | Beelaertsstraat-Tomberstraat            | Grevenbicht-Papenhoven | 1580        |              |                          |
| Mariakapel                                   | Merker-Eyckstraat                       | Grevenbicht-Papenhoven | 1950        |              |                          |
| Mariakapel                                   | Houtstraat-Rozenlaan                    | Grevenbicht-Papenhoven | 1850        |              |                          |
| Mariakapel                                   | Eppekoutsweg-Maasweg                    | Guttecoven             | 19e eeuw    |              |                          |
| Onze-Lieve-Vrouw-van-Goede-Raadkapel         | hoek Veersestraat-Rijstraat             | Guttecoven             | 1955        |              |                          |
| Kerkhofkapel                                 | Martinusstraat                          | Holtum                 |             |              |                          |
| Mariakapel                                   | Kleine Laakweg                          | Holtum                 |             |              |                          |
| Mariakapel (voorheen Heilig Hartbeeld)       | Pastoor Janssenstraat-De Gronckelstraat | Limbricht              |             |              |                          |
| Mariakapel                                   | Mairestraat                             | Munstergeleen          |             | Jules Kayser |                          |
| Pater Karelkapel                             | Pater Karelweg 1                        | Munstergeleen          | 1954        |              | Pater Karelkapel         |
| Piëtakapel                                   | Kempenweg-Vonderstraat                  | Obbicht                | 1954        |              |                          |
| Sint-Barbarakapel                            | Hitsbergerweg-Brugstraat                | Obbicht                | 1960        | J. Spee      |                          |
| Heilig-Hartkapel                             | Vonderstraat-Langs de Beek              | Obbicht                | 1925        |              | Heilig-Hartkapel Obbicht |
| Sint-Willibrorduskapel (in kerktoren)        | Oude Raadhuisstraat                     | Obbicht                |             |              |                          |
| Jezuïetenkapel                               | Ursulinenhof                            | Sittard                |             |              |                          |
| Koningin des Hemelskapel                     | De Wieër 4                              | Sittard                |             |              | Koningin des Hemelskapel |
| Mariakapel                                   | Bradleystraat 23                        | Sittard                |             |              |                          |
| Onze-Lieve-Vrouw-van-Smartenkapel (niskapel) | Molenaarlaan-Eeckerweg                  | Sittard-Kollenberg     |             |              |                          |
| Sint-Rosakapel                               | Kollenberg                              | Sittard-Kollenberg     | 1675        |              | Sint-Rosakapel (Sittard) |